# Наровљански рејон
Наровљански рејон (блр. Нараўлянскі раён; рус. Че́рвенский район) административна је јединица другог нивоа на крајњем југу Гомељске области у Републици Белорусији.
Административни центар рејона је град Наровља.

## Географија
Наровљански рејон обухвата територију површине 1.588,82 км² и на 14. је месту по површини у Гомељској области. Граничи се са Јељским, Мазирским и Хојничким рејонима Гомељске области на западу, северу и истоку те са Украјином на југу и југоистоку.
Рејон је смештен дуж десне обале доњег тока Припјата који је најважнији водоток у рејону (заједно са својим притокама Славечном, Жалоњом, Наровљанком). Дуж Припјата бројне су мочваре и мања језера.
Око 53% је под шумама.

## Историја
Рејон је основан 17. јула 1924. године.

## Демографија
Према резултатима пописа из 2009. на том подручју стално је било насељено 11.371 становника или у просеку 7,16 ст/км². Ово је најређе насељени рејон целе Гомељске области. Од овог броја нешто мање од 9.000 људи живи у граду Наровљи.
Број становника рејона је нагло опао услед исељавања због загађења радијацијом проузрокованом нуклеарном хаваријом у Чернобиљу 1986. године. Чак 35 насеља је потпуно расељено.
Основу популације чине Белоруси (89,05%), Руси (6,28%), Украјинци (2,82%), Пољаци (1,11%) и остали (0,74%).
Административно рејон је подељен на подручје града Наровља, која је уједно и административни центар рејона, и на још 4 сеоске општине. На целој територији рејона постоји свега 39 насељених места.

## Саобраћај
Преко Наровљанског рејона пролази аутопут на релацији Мазир—Кијев и магистрални правци Наровља—Чернобиљ и Наровља—Јељск. Река Припјат је пловна у овом делу свог тока за мање бродове.